# Горноятрышник раскидистый
Горноятрышник раскидистый, или Ореорхис раскидистый (лат. Oreorchis patens), — вид травянистых растений рода Горноятрышник (Oreorchis) семейства Орхидные (Orchidaceae), произрастающий в тенистых смешанных лесах в Восточной Азии и на Дальнем Востоке России.

## Ботаническое описание

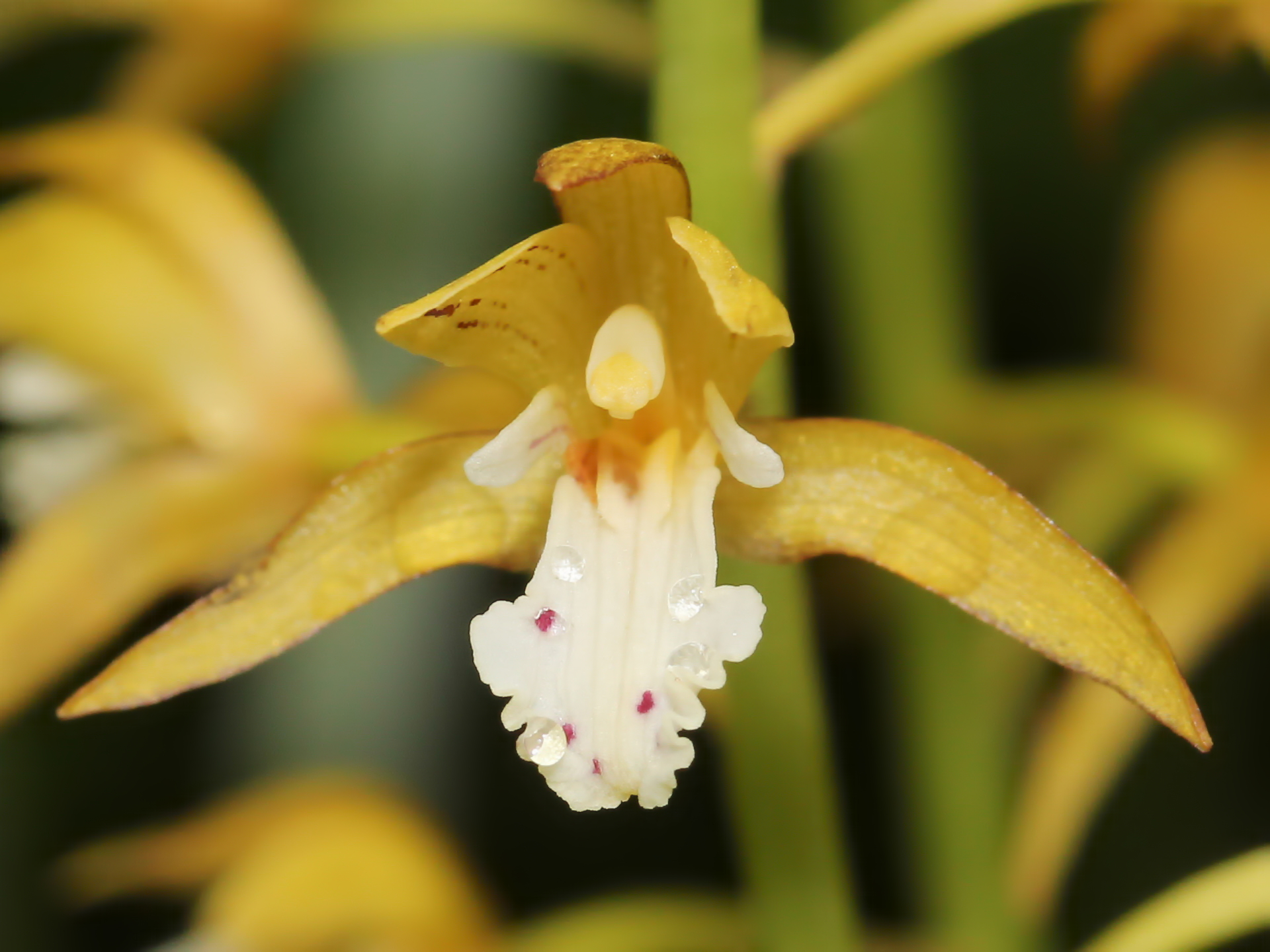
Цветок

Многолетние травянистые растения. Клубень до 2 см толщиной, одет отмершим коричневым перепончатым влагалищем. Лист один (реже два), мечевидный или ланцетный, заострённый, 18—20 (30) см длиной, (1) 1,5—3 см шириной, жёсткий. Стебель с двумя влагалищами до 4,5 см длиной, голый, 20—40 см высотой.
Кисть о 9—24 цветках, рыхлая, 9—16 см длиной, без верхушечного цветка. Прицветники яйцевидно-ланцетные, 3,5—4,5 (6) мм длиной, значительно короче завязи с цветоножкой. Листочки околоцветника зеленовато-жёлтые, иногда близ конца с красновато-фиолетовыми крапинами, ланцетные, тупые, боковые, слегка неравносторонние, 8—9 мм длиной, 2,25—2,5 мм шириной. Губа клиновидно-обратносердцевидная, беловатая с красновато-фиолетовыми точками, трёхлопастная, боковые лопасти линейные, 3,5 мм длиной, средняя лопасть до 6,5 мм шириной, по краю курчавая и на конце слегка выемчатая; длина губы 8—9 мм; колонка слегка дуговидно-изогнутая, 4,5 мм длиной. Коробочка до 2 см длиной, узкая, веретенообразная, на короткой ножке, повислая. Цветение в июне—августе.

## В культуре
Горноятрышник раскидистый устойчив в культуре в Солнечногорском районе Московской области и способен к вегетативному размножению.
В Подмосковье он сохраняет жизненный цикл аналогичный природному. Хорошо растёт в светлой тени, более влаголюбив, чем кремастра. Цветёт регулярно и обильно, самостоятельно завязывает семена. Массово всходит in vitro, сеянцы хорошо адаптируются после высадки.

## Охрана
Вид внесён в Красные книги некоторых субъектов России:
- Амурская область (охраняется в Хинганском заповеднике)[2]
- Еврейская автономная область (охраняется на территории заказника «Дичун»)[3]
- Камчатский край (подлежит охране на территории памятника природы «Саванские горячие источники»)[4]
- Хабаровский край (заповедник «Большехехцирский», национальный парк «Анюйский»)[5]

## Распространение
Встречается на Дальнем Востоке (Сахалин, Курильские острова), в Корее, Монголии, Китае, Японии.